# تشارلز هايوود
تشارلز هايوود (بالإنجليزية: Charles Heywood)‏ هو ضابط أمريكي، ولد في 3 أكتوبر 1839 في ووترفيل في الولايات المتحدة، وتوفي في 26 فبراير 1915 في واشنطن العاصمة في الولايات المتحدة.